# Lethrus tekesicus
Lethrus tekesicus es una especie de coleóptero de la familia Geotrupidae.

## Distribución geográfica
Habita en China.